# Grandilithus limushan
Espèce
Synonymes
- Otacilia limushan Fu, Zhang & Zhu, 2010

Grandilithus limushan est une espèce d'araignées aranéomorphes de la famille des Phrurolithidae.

## Distribution
Cette espèce est endémique de Hainan en Chine. Elle se rencontre dans le xian de Qiongzhong sur le mont Limu.

## Description
La femelle holotype mesure 3,64 mm.
Les mâles mesurent de 2,97 à 3,49 mm et les femelles de 3,60 à 4,06 mm.

## Systématique et taxinomie
Cette espèce a été décrite sous le protonyme Otacilia limushan par Fu, Zhang et Zhu en 2010. Elle est placée dans le genre Grandilithus par Liu, Li, Zhang, Ying, Meng, Fei, Li, Xiao et Xu en 2022.

## Étymologie
Son nom d'espèce lui a été donné en référence au lieu de sa découverte, le Limushan ou mont Limu.

## Publication originale
- Fu, Zhang & Zhu, 2010 : « Three new species of the genus Otacilia (Araneae: Corinnidae) from Hainan Island, China. » Journal of Natural History, vol. 44, no 11/12, p. 639-650.